# Saint Bernard
Saint Bernard é um município de  quarta classe de renda municipal (d) na província Leyte do Sul, nas Filipinas. De acordo com o censo de 1 de maio  de  2020 possui uma população de 28 414 pessoas e 6 254 domicílios.